# Famille Adamo
Pour les articles homonymes, voir Adamo.
 (juillet 2024).
La famille Adamo (les Adami) est une famille patricienne de Venise, originaire d'Ancone.

## Historique
Elle rejoint la Sérénissime en 696 et produisit des tribuns antiques. La famille fit ériger l'église San Barnaba de Venise en 936. Elle resta au Maggior Consiglio lors de sa clôture en 1297.
- Adamo Adami fut délégué à l'élection du patriarche latin de Constantinople.
- En 1378, la famille s'étegnit avec Piero, provéditeur à la Giustizia Vecchia. Une autre branche existait en la personne de Battista Adamo, gastaldo de l'Art des barbieri.
- La famille, éparpillée entre autres à Cadore, Pordenone, Cologna Veneta, Vérone est revenue à Venise et ils ont compté parmi les citoyens de la ville. La première mention en date de 1597 pour Lorenzo et son frère Domenico, notaire de Venise.

## Armes

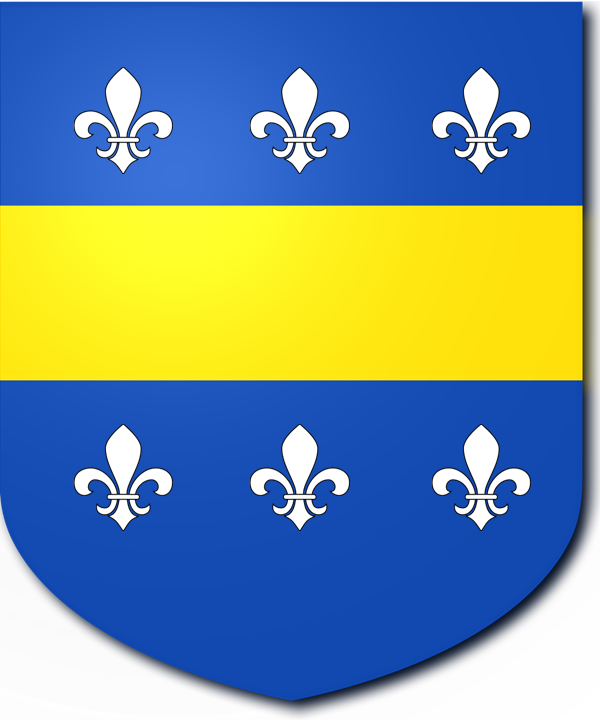
armes de la famille Adamo (Venise - 1500)